# Sardis, Mississippi
Sardis là một thành phố thuộc quận Panola, tiểu bang Mississippi, Hoa Kỳ. Năm 2010, dân số của thành phố này là 1 703 người.

## Dân số
- Dân số năm 2000: 2 038 người.
- Dân số năm 2010: 1 703 người.